# Großsteingrab Odoorn
Das Großsteingrab Odoorn ist eine megalithische Grabanlage der jungsteinzeitlichen Westgruppe der Trichterbecherkultur bei Odoorn, einem Ortsteil von Borger-Odoorn in der niederländischen Provinz Drenthe. Es trägt die Van-Giffen-Nummer D32.

## Lage
Das Grab befindet sich nordwestlich von Odoorn und ist über einen vom Borgerderweg abzweigenden Feldweg zugänglich. In der näheren Umgebung gibt es zahlreiche weitere Großsteingräber. 2,4 km ostnordöstlich befindet sich das Großsteingrab Exloo-Zuid (D31) und 2,4 km südöstlich das Großsteingrab Valthe-West (D34). Auch mehrere zerstörte Gräber sind aus dieser Gegend bekannt. 1 km südsüdwestlich lag das Großsteingrab Odoorn-Westeres (D32a), 1 km ostnordöstlich das Großsteingrab Odoorn-Noorderveld 1 (D32c), 1,7 km ostsüdöstlich das Großsteingrab Odoorn-Noorderveld 2 (D32d) und 2,4 km südöstlich das Großsteingrab Valthe-Valtherveld (D33).

## Forschungsgeschichte

### 19. Jahrhundert
Die Existenz des Grabes wurde erstmals 1815 von Nicolaus Westendorp und 1818 von R. Boelken erwähnt. Leonhardt Johannes Friedrich Janssen, Kurator der Sammlung niederländischer Altertümer im Rijksmuseum van Oudheden in Leiden, besuchte 1847 einen Großteil der noch erhaltenen Großsteingräber der Niederlande, darunter auch das Grab von Odoorn, und publizierte im folgenden Jahr das erste Überblickswerk mit Baubeschreibungen und schematischen Plänen der Gräber. Janssens Nachfolger Willem Pleyte unternahm 1874 zusammen mit dem Fotografen Jan Goedeljee eine Reise durch Drenthe und ließ dort erstmals alle Großsteingräber systematisch fotografieren. Auf Grundlage dieser Fotos fertigte er Lithografien an. Conrad Leemans, Direktor des Rijksmuseums, unternahm 1877 unabhängig von Pleyte eine Reise nach Drenthe. Jan Ernst Henric Hooft van Iddekinge, der zuvor schon mit Pleyte dort gewesen war, fertigte für Leemans Pläne der Großsteingräber an. Leemans’ Bericht blieb allerdings unpubliziert.

### 20. und 21. Jahrhundert
Zwischen 1904 und 1906 dokumentierte der Mediziner und Amateurarchäologe Willem Johannes de Wilde alle noch erhaltenen Großsteingräber der Niederlande durch genaue Pläne, Fotografien und ausführliche Baubeschreibungen. Seine Aufzeichnungen zum Grab von Odoorn sind allerdings verloren gegangen. 1918 dokumentierte Albert Egges van Giffen die Anlage für seinen Atlas der niederländischen Großsteingräber. 1953, 1958 und 1995 erfolgten Restaurierungen. Bei einer Untersuchung im Jahr 1958 entdeckte van Giffen vor dem Eingang der Anlage ein Flachgrab der Trichterbecherkultur. 2017 wurde die Anlage zusammen mit den anderen noch erhaltenen Großsteingräbern der Niederlande in einem Projekt der Provinz Drente und der Reichsuniversität Groningen von der Stiftung Gratama mittels Photogrammetrie in einem 3D-Atlas erfasst.

## Beschreibung
Bei der Anlage handelt es sich um ein schlecht erhaltenes ostnordost-westsüdwestlich orientiertes Ganggrab. Eine steinerne Umfassung konnte nicht festgestellt werden. Die Grabkammer hat eine Länge von 7,6 m und eine Breite von 3 m. Sie bestand ursprünglich aus fünf Wandsteinpaaren an den Langseiten, je einem Abschlussstein an den Schmalseiten und fünf Decksteinen. Die beiden westlichen Steine der südlichen Langseite fehlen. Drei Wandsteine und ein Deckstein fehlen. Von den erhaltenen vier Decksteinen liegen nur die beiden äußeren noch auf den Wandsteinen auf. Deckstein Nr. 3 weist an einer langen Seitenfläche drei Schälchen auf. Gangsteine sind nicht vorhanden.